# チョウコウイトウ
チョウコウイトウ（長江魚鬼、学名 Hucho bleekeri、中国語: 四川哲羅魚）とはサケ科の淡水魚である。岷江など長江上流域に生息し、猫魚・大口魚・花魚・猫児魚・虎嘉魚等ともよばれる。

## 分布
中国固有種で、長江上流（四川省）・大渡河上-中流（四川・青海省）・漢江上流（陝西省）などで見られる。主に砂礫底の急流に生息し。標高700–3,300 mで溶存酸素が多く (>5 mg/l) 、水温の低い (<15℃) 山間部の川を好む。

## 形態
背面は暗灰色、腹面は銀白色。体側と鰓蓋に小さな十字型の斑点がある。成魚は全長72 cmになる。雌は4歳で性成熟するが、雄はそれより早い。

## 食性
稚魚は動物プランクトン・昆虫を食べるが、成魚は魚食性である。

## 保護
IUCNによると、ダム・道路建設・土壌流出・浚渫などの影響で危機に瀕している。法的には保護されているが、密漁も後を絶たない。近年の研究では、この50年の間に個体数は50-80%減少したとみられ、この傾向は現在も続いている。現在、成魚の個体数は2,000-2,500程度とみられる。